# جوليان جيانبيري
جوليان جيانبيري (بالفرنسية: Julien Jeanpierre)‏ مواليد 10 مارس 1980 في فرنسا، هو لاعب كرة مضرب فرنسي سابق بدأ مسيرته كمحترف سنة 1999 وكان يلعب باليد اليمنى. أعلى تصنيف له في الفردي كان المركز الـ 133 في سنة 2004. أعلى تصنيف له في الزوجي كان المركز الـ 171 في سنة 2006.

## النهائيات

### الفردي: (3)
| الرقم | السنة | الدورة                   | الأرضية | المنافس في النهائي | النتيجة في النهائي |
| ----- | ----- | ------------------------ | ------- | ------------------ | ------------------ |
| 1.    | 2004  | شيربورج، فرنسا           | صلبة    | روكو كرانوتيتش     | 6–1, 6–2           |
| 2.    | 2004  | برونكس، الولايات المتحدة | صلبة    | بيتر فيسيلز        | 7–6(4), 3–6, 6–3   |
| 3.    | 2006  | كوانا ووترز، أستراليا    | صلبة    | ين هسون لو         | 6–3, 1–6, 6–4      |

## روابط خارجية
- جوليان جيانبيري على موقع رابطة محترفي التنس (الإنجليزية)
- جوليان جيانبيري على موقع الاتحاد الدولي لكرة المضرب (الإنجليزية)
- جوليان جيانبيري على موقع خلاصة التنس.كوم (الإنجليزية)